# Премія Коула
Пре́мія Фре́нка Не́льсона Ко́ула (англ. Frank Nelson Cole Prize), або скорочено — пре́мія Ко́ула (англ. Cole Prize) — одна з нагород, яку вручає математикам Американське математичне товариство та яку присуджують за видатні заслуги в одній з двох галузей математики: одна в алгебрі, друга у теорії чисел. Названа в честь американського математика Френка Нельсона Коула, котрий обіймав пост секретаря товариства упродовж 25 років. Починаючи з 2000 року, кожну з премій вручають щотри роки, розмір кожної з них становить 5000 доларів.
Премію Коула з алгебри фінансував сам Френк Коул із коштів, наданих йому як подарунок при виході на пенсію; призовий фонд пізніше був збільшений його сином, що призвело до створення подвійної нагороди.
Щоб претендувати на отримання премії Коула, науковець має бути членом Американського математичного товариства або його стаття повинна бути опублікована у визнаному північноамериканському журналі. Перше нагородження відбулось у 1928 році, лауреатом премії з алгебри став  Леонард Діксон, перше нагородження за здобутки в теорії чисел відбулось у 1931 році, нагороду отримав Гаррі Вендівер.

## Лауреати премії Коула з алгебри
| Рік  | Лауреат                          | Підстава для нагородження |
| 1928 | Леонард Юджин Діксон             | За його книжку «Algebren und ihre Zahlentheorie» («Алгебра та теорія чисел») |
| 1939 | Абрагам Адріан Альберт           | за його праці з побудови матриці Рімана |
| 1944 | Оскар Зарицький                  | За його праці з алгебричних многовидів |
| 1949 | Ріхард Брауер                    | За працю «On Artin's L-series with general group characters» («Про L-серії Артіна із загальними груповими ознаками»)                                                                                               |
| 1954 | Харіш Чандра                     | За його роботи, що сформували уявлення про напівпросту алгебру Лі та компактні групи Лі |
| 1960 | Серж Ленг                        | За його працю «Unramified class field theory over function fields in several variables» («Нерозгалужена теорія полів класів над функціональними полями в кількох змінних»)                                         |
| 1960 | Максвелл Розенліхт               | За його праці «Generalized Jacobian varieties» («Узагальнені різновиди Якобі») та «A universal mapping property of generalized Jacobians» («Властивість універсального відображення узагальнених якобіанів»)       |
| 1965 | Волтер Фейт Джон Ґріґґз Томпсон  | за їх публікацію «Solvability of groups of odd order» («Розв'язність груп непарного порядку») |
| 1970 | Джон Столлінгс                   | За його публікацію «On torsion-free groups with infinitely many ends» («Про групи без закруту з нескінченною кількістю кінців»)                                                                                    |
| 1970 | Річард Свон                      | За його статтю «Groups of cohomological dimension one» («Групи когомологічної розмірності один» |
| 1975 | Гайман Басс                      | За його статтю «Unitary algebraic K-theory» («Унітарна алгебраїчна К-теорія») |
| 1975 | Деніел Квіллен                   | За його статтю «Higher algebraic K-theories» («Вищі алгебраїчні К-теорії») |
| 1980 | Майкл Ашбахер                    | За його статтю «A characterization of Chevalley groups over fields of odd order» («Характеристика груп Шевалле над полями непарного порядку»)                                                                      |
| 1980 | Мелвін Гогстер                   | За його статтю «Topics in the homological theory of commutative rings» («Теми гомологічної теорії комутативних кілець»)                                                                                            |
| 1985 | Джордж Люстиґ                    | За фундаментальну роботу з теорії представлень скінченних груп типу Лі |
| 1990 | Морі Сіґефумі                    | За видатну роботу з класифікації алгебричних многовидів |
| 1995 | Мішель Рейно Девід Гарбатер      | За розв'язання гіпотези Абхянкара |
| 2000 | Андрій Суслін                    | За його наукову працю з мотивної когомології |
| 2000 | Aise Johan de Jong               | За важливу працю з розрізнення сингулярностей через загальні скінчені відображення |
| 2003 | Хіраку Накадзіма                 | За його роботу в теорії представлень і геометрії |
| 2006 | Янош Коллар                      | За його видатні досягнення в теорії раціонально зв'язаних многовидів та за його яскраву роботу над гіпотезою Неша                                                                                                  |
| 2009 | Крістофер Хекон Джеймс Маккернан | за новаторську спільну роботу над багатовимірною біраціональною алгебричною геометрією |
| 2012 | Олександр Меркур'єв              | За його роботу над істотним виміром груп |
| 2015 | Петер Шольце                     | За його працю над перфектоїдними просторами, що привело до вирішення важливого окремого випадку гіпотези вагової монодромії Деліня                                                                                 |
| 2018 | Роберт Гуральнік                 | За його новаторські дослідження теорії представлень, когомології та структури підгруп скінченних квазіпростих груп, а також широке застосування цієї роботи в інших галузях математики                             |
| 2021 | Chenyang Xu                      | За керівництво групою, що розробляє алгебраїчну теорію модулів для K-стабільних многовидів Фано та працює над радикально новим підходом до особливостей програми мінімальної моделі з використанням K-стабільності |

## Лауреати премії Коула з теорії чисел
| Рік  | Лауреат                                   | Підстава для нагородження |
| 1931 | Гаррі Вендівер                            | За його декілька статей з останньої теореми Ферма |
| 1941 | Клод Шевалле                              | За його статтю «La théorie du corps de classes» («Теорія полів класів») |
| 1946 | Генрі Манн                                | За його статтю «A proof of the fundamental theorem on the density of sums of sets of positive integers» («Доведення основної теореми про щільність сум множин натуральних чисел») |
| 1951 | Пал Ердеш                                 | За велику кількість публікацій з теорії чисел |
| 1956 | Джон Тейт                                 | За його статтю «The higher dimensional cohomology groups of class field theory» («Когомологічні групи вищої розмірності теорії полів класів») |
| 1962 | Кенкіті Ікасава                           | За його працю «Gamma extensions of number fields» («Гамма розширення числових полів») |
| 1962 | Бернард Дворк                             | За його статтю «On the rationality of the zeta function of an algebraic variety» («Про раціональність дзета-функції алгебричного многовиду» |
| 1967 | Джеймс Акс Саймон Кохен                   | За серію з трьох статей «Diophantine problems over local fields I, II, III» («Діофантові задачі над локальними полями I, II, III») |
| 1972 | Вольфганг Шмідт                           | За різні наукові публікації |
| 1977 | Горо Шимура                               | За різні наукові публікації |
| 1982 | Роберт Ленглендс                          | За новаторську працю з автоморфних форм, рядів Ейзенштейна та формул продукту |
| 1982 | Баррі Мазур                               | За видатну роботу з еліптичних кривих та абелевих многовидів, особливо на раціональних точках скінченного порядку |
| 1987 | Доріан Голдфілд                           | За його працю «Gauss's class number problem for imaginary quadratic fields» («Проблема чисел класу Гаусса для уявних квадратичних полів») |
| 1987 | Бендикт Гросс Дон Цагір                   | За їхню спільну публікацію «Heegner points and derivatives of L-Series» («Точки Гегнера та похідні L-ряду») |
| 1992 | Карл Рубін                                | За його роботу в галузі еліптичних кривих та теорії Івасави |
| 1992 | Пол Войта                                 | За його роботу над діофантовими задачами |
| 1997 | Ендрю Джон Вайлс                          | За його роботу над теоремою про модулярність і останньою теоремою Ферма |
| 2002 | Генрик Іванец                             | За фундаментальний внесок в аналітичну теорію чисел |
| 2002 | Річард Тейлор                             | За декілька видатних досягнень у алгебраїчній теорії чисел |
| 2005 | Пітер Сарнак                              | За фундаментальний внесок у теорію чисел |
| 2008 | Манджул Бхаргава                          | За його революційну роботу над законами вищої композиції |
| 2011 | Chandrashekhar Khare Жан-П’єр Вітенберґер | За їхнє чудове доведення гіпотези модулярності Серра |
| 2014 | Чжан Їтан                                 | За його роботу над обмеженими інтервалами між простими числами |
| 2014 | Деніел Голдстон Янош Пінц Cem Y. Yildirim | За їхню роботу над малими інтервалами між простими числами |
| 2017 | Генрі Дармон                              | За його внесок в арифметику еліптичних кривих і модулярних форм |
| 2020 | Джеймс Мейнард                            | За його статті: Small gaps between primes // Ann. of Math., 2015 («Невеликі проміжки між простими числами»), Large gaps between primes // Ann. of Math., 2016 («Великі проміжки між простими числами») та Primes with restricted digits // Inv. Math., 2019 («Прості числа з обмеженими цифрами»). |
| 2023 | Kaisa Matomäki Максим Радзивілл           | За їхню проривну статтю, Multiplicative functions in short intervals //Annals of Math. 183 (2016), pp. 1015—1056 («Мультиплікативні функції на коротких інтервалах») |
| 2023 | Джеймс Ньютон Джек Торн                   | За їхній дивовижний доказ знакового, популярного випадку гіпотез Ленглендса: а саме симетричної степеневої функторіальності для голоморфних модульних форм (зроблений у двох статтях: 1. Symmetric power functoriality for holomorphic modular forms, I. Publ. Math. Inst. Hautes Études Sci. 134 (2021), pp. 1-116 2. Symmetric power functoriality for holomorphic modular forms, II. Publ. Math. Inst. Hautes Études Sci. 134 (2021), pp. 117—152) |